# Гіяс ад-Дін Кай-Хосров
Гіяс ад-Дін Кай-Хосров (д/н — 1338) — емір Фарсу в 1335—1338 роках.

## Життєпис
Син Махмуд Шаха, інджу Фарсу. 1325 року останнього було призначено наїбом (намісником) Фарсу. 1326 року Кай-Хосров відправлений батьком до Ширазу, де зміцнив владу й вплив свого роду.
У 1334 році його батько був усунений з посади наїба і замінений монголом Амір Музаффаром Інаком. Після спроби вбити того Махмуд Шах і його старший син Масуд Шах були ув'язнені. Проте фактичну владу зберігав Кай-Хосров. У 1335 році Музаффар Інак спробував зайняти Шираз, але Гіят ад-Дін Кай-Хосров відмовився передати йому владу. Ситуація затягувалася з переговорами до кінця року, коли стало відомо про смерть ільхана Абу-Саїда Багадура. Тоді Кай-Хосров раптово напав на Аміра Музаффара Інака, захопив у полон і відправив його до Султанії.
Невдовзі до Фарсу прибув його старший брат Масуд Шах, що висунув права на Шираз. 1336 року було страчено батька в Султанії новим ільханом Арпа Ке'уном. Втім брати почали війну між собою. 1338 року Гіяс ад-Дін Кай-Хосров зазнав поразки, потрапивши у полон. Був ув'язнений у фортеці Калат-Сафід разом з братом Мухаммедом. Невдовзі Кай-Хосров помер.